# Liparis aaronii
Liparis aaronii är en orkidéart som beskrevs av Phillip James Cribb och Beverley Ann Lewis. Liparis aaronii ingår i släktet gulyxnen, och familjen orkidéer.
Artens utbredningsområde är Vanuatu. Inga underarter finns listade i Catalogue of Life.